# Lithocarpus macphailii
Lithocarpus macphailii là một loài thực vật có hoa trong họ Cử. Loài này được (M.R.Hend.) Barnett mô tả khoa học đầu tiên năm 1944.